# М'якохвіст малий
М'якохві́ст малий (Phacellodomus sibilatrix) — вид горобцеподібних птахів родини горнерових (Furnariidae). Мешкає в Південній Америці.

## Опис
Довжина птаха становить 13-14 см, вага 14-16 г. Верхня частина тіла тьмяно-оливково-коричнева, скроні світліші. Покривні пера крил рудувато-коричневі, махові пера чорнуваті з оливково-коричневими краями, стернові пера світло-каштанові, центральні стернові пера тьмяно-оликово-коричневі. Нижня частина тіла білувата з коричнюватим відтінком, боки мають охристий відтінок. Нижні покривні пера крил яскраві, каштанові. Забарвлення очей варіюється від сірувато-зеленого до темно-коричневого. Дзьоб зверху чорний або темно-сірий, знизу світло-сірий. Лапи сірі або рожевувато-сірі.

## Поширення і екологія
Малі м'якохвости мешкають на півдні Болівії, на заході Парагваю, на півночі Аргентини (на південь до Сан-Луїса і північного Буенос-Айреса) та на заході Уругваю. Вони живуть в сухих тропічних лісах і чагарникових заростях Чако, в саванах і пампі. Зустрічаються парами або невеликими зграйками. Живляться комахами та іншими безхребетними. Гніздяться у великих, конусовподібної форми гніздах, зроблених з гілок, висотою 25-40 см і діаметром біля основи 40-45 см. Коридор довжиною 35 см веде до гніздової камери діаметром 9-15 см, встеленої пір'ям, пухом, листям, лишайниками, мохом та іншим м'яким матеріалом. В кладці від 1 до 4 яєць.